# Пархоменко Анатолій Анатолійович
Анато́лій Анато́лійович Пархо́менко — полковник Збройних сил України, учасник російсько-української війни.
Станом на травень 2017-го — військовослужбовець в/ч А3771, Командування Високомобільних десантних військ України.

## Нагороди
За особисту мужність і героїзм, виявлені у захисті державного суверенітету та територіальної цілісності України, вірність військовій присязі під час російсько-української війни
- нагороджений орденом Данила Галицького (26.2.2015).
- Указом Президента України № 272/2019 від 17 травня 2019 року за «значні особисті заслуги у захисті державного суверенітету та територіальної цілісності України, громадянську мужність, самовідданість у відстоюванні конституційних засад демократії, прав і свобод людини, вагомий внесок у культурно-освітній розвиток держави, активну волонтерську діяльність» нагороджений орденом Богдана Хмельницького III ступеня[1]